# The Getaway (album)
The Getaway je jedenácté studiové album americké rockové skupiny Red Hot Chili Peppers. Album bylo vydáno 17. června roku 2016, kdy jej vydala společnost Warner Bros. Records. Řadu alb skupině produkoval Rick Rubin, který byl na této nahrávce nahrazen Danger Mousem. Na mixingu nahrávky se podílel Nigel Godrich, dlouholetý spolupracovník skupiny Radiohead. Vydání alba bylo oznámeno počátkem května 2016, kdy rovněž vyšel první singl „Dark Necessities“.

## Seznam skladeb
1. „The Getaway“
2. „Dark Necessities“
3. „We Turn Red“
4. „The Longest Wave“
5. „Goodbye Angels“
6. „Sick Love“
7. „Go Robot“
8. „Feasting on the Flowers“
9. „Detroit“
10. „This Ticonderoga“
11. „Encore“
12. „The Hunter“
13. „Dreams of a Samurai“

## Obsazení

### Red Hot Chili Peppers
- Flea – baskytara, klavír, doprovodné vokály, trubka
- Anthony Kiedis – zpěv
- Josh Klinghoffer – kytara, doprovodné vokály, klávesy, baskytara
- Chad Smith – bicí, perkuse

### Ostatní hudebníci
- Brian „Danger Mouse“ Burton – mellotron, varhany, syntezátor
- Elton John – klavír
- Mauro Refosco – perkuse
- Anna Waronker – zpěv
- Beverley Chitwood – zpěv
- Peter Kent – housle
- Sharon Jackson – housle
- Briana Bandy – viola
- Armen Ksajikian – violoncello
- Beverley Chitwood – doprovodné vokály
- Alexx Daye – doprovodné vokály
- David Loucks – doprovodné vokály
- Kennya Ramsey – doprovodné vokály
- Matthew Selby – doprovodné vokály
- SJ Hasman – doprovodné vokály
- Loren Smith – doprovodné vokály
- Gregory Whipple – doprovodné vokály